# Rzewnie
Rzewnie è un comune rurale polacco del distretto di Maków, nel voivodato della Masovia.
Ricopre una superficie di 111,72 km² e nel 2004 contava 2 730 abitanti.